# Mémoires de Bregille
Mémoires de Bregille est un livre d'histoire locale du quartier de Bregille à Besançon (Doubs). Cet ouvrage, d'abord paru en 2008, s'est rapidement imposé comme un livre référence présentant de façon complète l'histoire, la vie et les personnages de Bregille.

## Présentation et caractéristiques

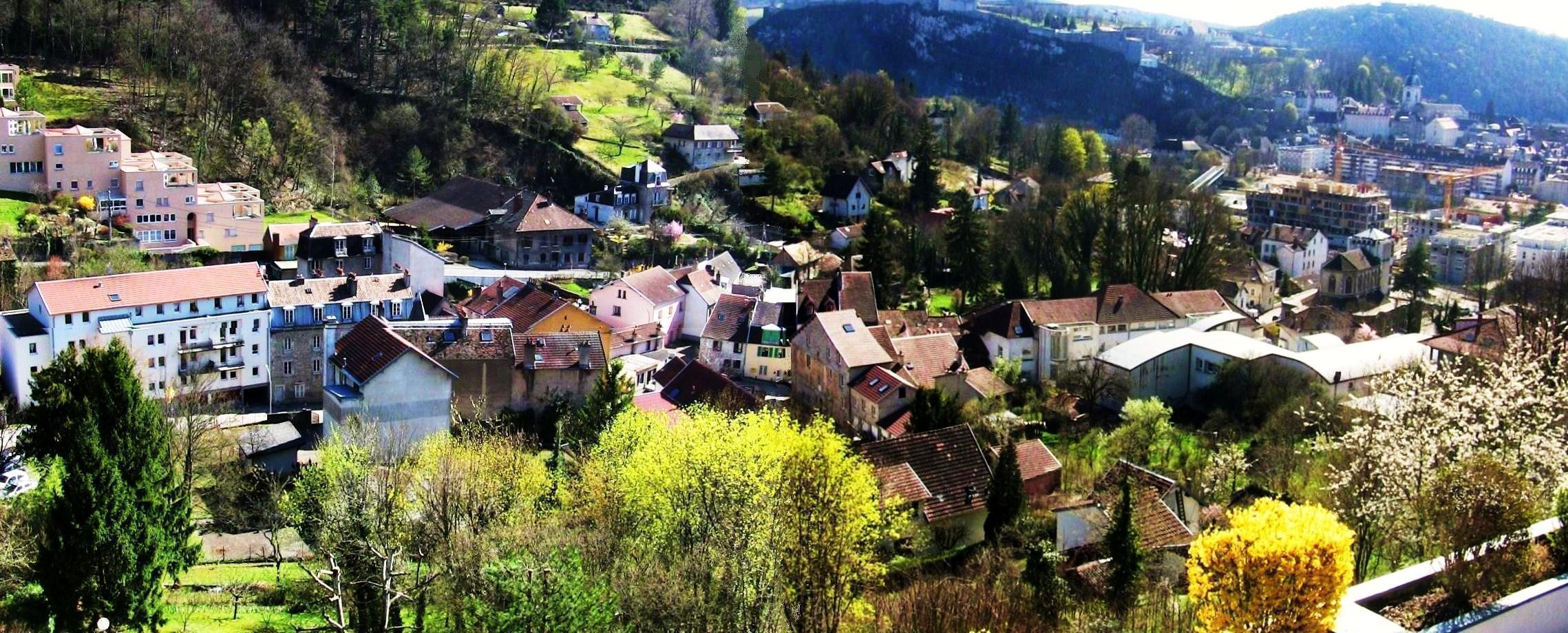
Le quartier de Bregille en 2010.

Ce livre d'histoire locale réalisé par le Comité de quartier de Bregille mais aussi par l'association des amis du funiculaire de Bregille, présente en 311 pages la vie du secteur, des temps géologiques à nos jours. L'ouvrage est très complet, grâce à des photographies d'époque et des dessins ainsi qu'a la participation d'historiens et d'habitants du quartier ayant apporter leur témoignage,,. Après plus de trois ans de recherches,, une première édition de 1 300 exemplaires est publiée en 2008,, et devant le succès de l'ouvrage ce dernier est réimprimé à 900 unités supplémentaires en décembre 2009 avec quelques compléments.